# Ernest Cadine
Ernest Cadine (Saint-Denis, 1893. július 12. – Párizs 12. kerülete, 1978. május 20.) olimpiai bajnok francia súlyemelő.